# 翡翠谷 (電影)
《翡翠谷》（英語：How Green Was My Valley）是一部由20世纪福克斯公司拍摄的美国电影，本片根据1939年的一篇小说改编而来，获得了1941年奥斯卡奖10项提名并最终斩获包括最佳影片奖在内的5个奖项。值得一提的是，这一年和本片一同角逐最佳影片的电影包括《公民凯恩》、《马耳他之鹰》、《深闺疑云》等片。导演约翰·福特凭借本片获得了第3个奥斯卡最佳导演奖，这也是他在前一年以《愤怒的葡萄》获得最佳导演奖后连续第二年获得这个荣誉。亨利·福特原计划在故事发生地威尔士拍摄本片，但由于第二次世界大战的阴云只得改为在美国搭建庞大的布景。原著作者后来还写了三部续作。

## 情节
本片剧情根据主人公同年时代的回忆以旁白的形式展开，故事发生在19世纪晚期南威尔士的一个矿业小镇上。由于采矿业的发展，原本山青水秀的小镇开始逐渐破落。大多数的剧情都围绕着主人公展开，他的哥哥娶了一个漂亮的妻子。然而哥哥在一次矿难中不幸逝世，年轻的嫂嫂成为了寡妇，主人公尽其所能帮助和鼓励自己的嫂子。而他的妹妹爱上了当地的一位牧师，不过却嫁给了另外一名男子。由于工作机会越来越少，主人公打算移民，这让他的父母很不高兴。

## 奖项
- 奥斯卡最佳影片奖
- 奥斯卡最佳导演奖
- 奥斯卡最佳男配角奖：Donald Crisp
- 奥斯卡最佳摄影奖
- 奥斯卡最佳艺术指导奖[5]

## 外部連結
- 開眼電影網上《翡翠谷》的資料（繁體中文）
- 豆瓣电影上《青山翠谷》的資料 （简体中文）
- 时光网上《青山翠谷》的資料（简体中文）
- AllMovie上的资料（英文）
- 爛番茄上的資料（英文）
- Box Office Mojo上的資料（英文）
- TCM电影资料库上的资料（英文）
- 互联网电影数据库（IMDb）上的资料（英文）

}
| 獎項                | 獎項                    | 獎項                  |
| ------------------- | ----------------------- | --------------------- |
| 前任者： 《蝴蝶梦》 | 奥斯卡最佳影片奖 1941年 | 繼任者： 《忠勇之家》 |